# La Louve (film, 1951)
Pour les articles homonymes, voir La Louve.
Pour plus de détails, voir Fiche technique et Distribution.
La Louve (grec moderne : Η λύκαινα, I Likaina) est un film grec réalisé par María Plytá et sorti en 1951.

## Synopsis
Loukia est la dernière survivante de sa famille décimée par une vendetta. Elle est amoureuse depuis l'enfance d'Alexis, dernier survivant de la famille rivale. Il a quitté le village juste après la mort du père de Loukia. Il a fait ses études à Athènes et est devenu instituteur. Il revient au village pour y enseigner. Loukia décide de le tuer. De son côté, la mère d'Alexis le pousse aussi à reprendre la vendetta.

## Fiche technique
- Titre : La Louve
- Titre original : grec moderne : Η λύκαινα (I Likaina)
- Réalisation : María Plytá
- Scénario : María Plytá à partir d'une nouvelle de Solon Makris
- Société de production : Anzervos
- Directeur de la photographie : Giorgos Karydis
- Direction artistique : Phédon Molfessis
- Costumes : Phédon Molfessis
- Musique : Giorgos Kazasoglou
- Pays d'origine : Grèce
- Genre : drame
- Format : noir et blanc
- Durée : 90 minutes
- Date de sortie : 1951

## Distribution
- Aleka Katseli : Louka
- Andreas Zisimatos
- Dimos Starenios (el)
- Ida Christinaki
- Anthi Miliadou
- Giannis Argyris
- Anna Païtatzi (el)
- Kostas Livadeas
- Sappho Notara (en)
- Giorgos Ploutis
- Lakis Skellas